# Холит
Холит (ивр. חולית‎, дословно — «дюна») — кибуц в регионе Хевель-Шалом на юго-западе Израиля. Кибуц, расположенный недалеко от Нир-Ицхака, находится под юрисдикцией регионального совета Эшколь. В 2021 году его население составляло 203 человека.

## История
Кибуц был основан в 1978 году как поселение Нахаль недалеко от Ямита на Синайском полуострове. Однако в результате мирного договора между Израилем и Египтом в 1979 году Израиль был обязан эвакуировать все свои поселения на Синайском полуострове.
В 1982 году кибуц был восстановлен на своём нынешнем месте.
Кибуц столкнулся с проблемами, и в 2005 году в рамках плана размежевания возникла идея эвакуировать кибуц для расселения эвакуированных из Гуш-Катифа. Эта идея не была реализована, и вместо этого было решено, что это место станет учебным центром Ха-шомер ха-цаир для евреев со всего мира, которые приезжают на год служения Ха-шомер ха-цаир. В 2010 году в кибуце насчитывалось 25 членов, и поселенческий отдел настаивал на превращении его в мошав, чтобы набрать больше членов.
В 2021 году завершено строительство нового микрорайона из 12 домов.

## Вторжение ХАМАС
7 октября 2023 года на праздник Симхат Тора 11 боевиков терористической группировки ХАМАС напали на кибуц в рамках внезапного нападения на Израиль и убили 13 человек.
23 ноября 2023 года бригады «Аль-Кассам» нанесли ракетные удары по кибуцу.

## Демография
По состоянию на май 2022 года в кибуце насчитывалось 84 жителя в 77 семьях. После резни в Холите их число упало до 73 человек.

## Производство
У Холита есть три основных вида дохода: коровье ранчо, фабрика и поля. Завод производит соковыжималки около 50 штук в неделю. На полях выращивают апельсины, лимоны, картофель, манго, орехи и морковь.

## Население
По данным Центрального статистического бюро Израиля, население на начало 2020 года составляло 169 человек.